# Ego War
Ego War — дебютный альбом британской электронной группы Audio Bullys, выпущенный в 2003 году. В альбоме присутствуют треки различных жанров, включая хаус, грайм, хип-хоп и даб.

## Песни
В треке «Way Too Long» используются семплы песни «(I Don’t Want to Go to) Chelsea» Элвиса Костелло, а в треке «Face in a Cloud» используются семплы трека «Marjorine» Джо Кокера.
В «We Don’t Care» используются семплы из «Big Bad Wolf» исполнителя Bunny & The Wolf Sisters.

## Список композиций
1. «Snake»
2. «100 Million»
3. «Way Too Long»
4. «Turned Away» (Radio Edit)
5. «Real Life»
6. «We Don’t Care» (Dirty Version)
7. «Face in a Cloud»
8. «The Tyson Shuffle»
9. «The Things»
10. «Veteran»
11. «The Snow»
12. «I Go to Your House»
13. «Hit the Ceiling»
14. «Ego War»